# Gen Re
A General Reinsurance Corporation é uma companhia global de resseguros de danos patrimoniais/acidentes e de vida/saúde, que disponibiliza uma vasta gama de serviços e produtos de resseguro. A empresa é uma resseguradora directa e encontra-se representada em todos os grandes mercados de resseguros mundialmente, por meio de uma rede de mais de 40 escritórios. A Gen Re é membro do grupo de empresas Berkshire Hathaway Inc.
Classificações de força financeira das operações de resseguros da Gen Re:
- A.M. Best: A++ (Superior)[3]
- Standard & Poor's Claims Paying Ability Rating: AA+[4]

A General Re Corporation é a empresa holding para as operações globais de resseguros e relacionadas da Gen Re. Detém a General Reinsurance Corporation, a General Re Life Corporation e a General Reinsurance AG, as resseguradoras directas que exercem actividade como Gen Re. Além disso, as companhias de seguros, de resseguros e de gestão de investimentos dentro do grupo General Re incluem: a Gen Re Intermediaries, a GR-NEAM, a General Star, a Genesis, a USAU e a Faraday.

## História
A General Reinsurance Corporation foi fundada em 1921 como a General Casualty and Surety Reinsurance Corporation, antes de ter assumido os negócios dos Estados Unidos da Norwegian Globe Insurance Company of Christiania, Noruega.
Em 1923, investidores americanos adquiriram a companhia e mudaram-lhe o nome para General Reinsurance Corporation.
Em 1929, a General Reinsurance decidiu que seria exclusivamente uma resseguradora directa. Em 1945, a General Reinsurance fundiu-se com a Mellon Indemnity Corporation. A empresa criou, em 1954, o primeiro departamento interno especializado em resseguros facultativos de Responsabilidade Civil. Seguiu-se o resseguro facultativo de Danos Patrimoniais, no início de 1956. Durante este período foram abertas sucursais na América do Norte. Nos anos 50, a General Reinsurance começou a subscrever resseguro à escala internacional, expandindo esta área nas décadas de 60 e 70. Em 1980, a General Re Corporation, a empresa-mãe, passou a ser cotada na Bolsa de Valores de Nova Iorque.
Em 1994, a General Reinsurance Corporation formou uma aliança com a que era então a Cologne Re (Kölnische Rückversicherungs-Gesellschaft, fundada em 1846), agora a General Reinsurance AG. Em 1998, a General Re Corporation foi adquirida pela Berkshire Hathaway Inc. e em 2003, a General Reinsurance Corporation e a Cologne Re passaram a exercer actividade sob a designação comercial de Gen Re.
Em 2009, a General Reinsurance Corporation completou a compra da Cologne Re, cujo nome foi mudado para General Reinsurance AG em 2010. A empresa continua a comercializar globalmente como Gen Re.

## Negócios
As resseguradoras "asseguram as companhias de seguros ", isto é, pagam uma parte dos sinistros de uma companhia de seguros em troca de uma parte do prémio recebido pela companhia de seguros para apólices que cubram esses sinistros.
Como uma resseguradora directa, a Gen Re oferece soluções de resseguros a empresas de todos os segmentos do sector de seguradoras, tanto numa base Contratual como Facultativa. Os resseguros de propriedade e de acidentes da Gen Re na América do Norte são subscritos pela General Reinsurance Corporation e, a nível internacional, pela General Reinsurance AG baseada na Alemanha e por outras afiliadas que também são de sua propriedade plena. Os resseguros de saúde e de vida da Gen Re na América do Norte são subscritos pela General Re Life Corporation e, a nível internacional, pela General Reinsurance AG.

## Escritórios
A matriz da Gen Re está localizada em Stamford (Connecticut), com filiais em todo o mundo.
Na América do Norte, a Gen Re opera em Atlanta, Boston, Charlotte, Chicago, Columbus, Dallas, Hartford, Kansas City, Los Angeles, Montreal, Nova Iorque, Filadélfia, Portland, São Francisco, Seattle, Saint Paul e Toronto.
A Gen Re opera também na América Latina (Cidade do México e São Paulo), na Europa e Oriente Médio (Beirute, Colônia, Copenhaga, Londres, Madrid, Milão, Moscou, Paris, Riga, Varsóvia e Viena), África (Cidade do Cabo e Joanesburgo), Ásia (Hong Kong, Mumbai, Pequim, Seul, Xangai, Singapura, Taipé, Tóquio) e Australásia (Auckland, Melbourne e Sydney).